# Paubäckens naturreservat
Paubäckens naturreservat är ett naturreservat i Lycksele kommun i Västerbottens län.
Området är naturskyddat sedan 2019 (gällande från 2022) och är 430 hektar stort. Reservatet omfattar Paubäcken och naturen omkring med våtmarker och lövträd.